# دو مسیر آزادی
دو مسیر آزادی (به انگلیسی: Two Lanes of Freedom) دوازدهمین آلبوم استودیویی خواننده-ترانه‌سرای آمریکایی تیم مک‌گرا است که در ۵ فوریه ۲۰۱۳ توسط بیگ ماشین رکوردز منتشر شد.
این آلبوم در چارت‌های در رتبه اول قرار گرفت.